# Vint-i-set
El vint-i-set és un nombre natural senar que segueix el vint-i-sis i precedeix el vint-i-vuit. S'escriu 27 en xifres àrabs, XXVII en les romanes i 二十七 en les xineses.
Ocurrències del vint-i-set:
- És el resultat d'elevar el primer nombre primer senar a ell mateix.
- És el nombre atòmic del cobalt.
- És el pes atòmic aproximat de l'alumini.
- Designa l'any 27 i el 27 aC.
- És el tercer nombre de Smith